# Josef Oberhauser
Josef (Sepp) Kaspar Oberhauser (München, 21 januari 1915 - München, 22 november 1979) was een Duitse SS'er en lid van de Nationaalsocialistische Duitse Arbeiderspartij.
Toen de Tweede Wereldoorlog in 1939 uitbrak, klom hij op tot de rang van SS-Obersturmführer (eerste luitenant). 
Na de oorlog was hij de enige persoon die ooit is veroordeeld wegens misdaden tegen de menselijkheid in Bełżec. Van november 1941 tot 1 augustus 1942 was hij daar hoofd van de bewaking.
Op 13 april 1948 werd hij gearresteerd wegens oorlogsmisdrijven en op 24 september 1948 werd hij door een tribunaal van de Sovjet-Unie in Maagdenburg veroordeeld tot 15 jaren gevangenisstraf. Hij werd echter vrijgelaten op 28 april 1956 wegens amnestie.
Oberhauser werd op 21 januari 1965 (op zijn vijftigste verjaardag) veroordeeld wegens medeplichtigheid aan volkerenmoord. Dit keer door de rechtbank in München, die Oberhauser veroordeelde tot vier jaar en zes maanden gevangenisstraf. Deze straf zat hij wel uit.
Hij werd in april 1976 nog door een Italiaanse rechtbank bij verstek veroordeeld tot een levenslange gevangenisstraf wegens oorlogsmisdrijven die hij tijdens de Tweede Wereldoorlog in Italië had gepleegd.
Josef Oberhauser overleed eind 1979 op 64-jarige leeftijd in München.

## Carrière
- SS-Rottenführer: 1936
- SS-Unterscharführer: 1938
- SS-Oberscharführer:
- SS-Hauptscharführer:
- SS-Untersturmführer: 20 april 1943
- SS-Obersturmführer 30 januari 1945

## Lidmaatschapsnummers
- NSDAP-nr.: 5 865 282 (lid geworden 1 mei 1937)
- SS-nr.: 288 121 (lid geworden november 1935)

## Onderscheiding
- IJzeren Kruis 1939, 2e Klasse